# Felix Anton Dohrn
Felix Anton Dohrn (Stettin (Pomerània) 29 de setembre de 1840 - 26 de setembre de 1909), fou un prominent darwinista i fundador i director de l'estació zoològica de Nàpols.

## Biografia

### Història familiar
Dohrn va néixer a Stettin (Alemanya), des de 1945 Szczecin (Polònia), en una família de classe mitjana acabalada. El seu avi, Heinrich Dohrn, va ser venedor de vi i d'espècies, i havia fet la fortuna de la família comercialitzant sucre. Aquesta riquesa va permetre el pare d'Anton, Carl August, tenir temps per dedicar-se a les seves diferents aficions: viatjar, la música folk i els insectes. Anton, el fill més jove, llegia zoologia i medicina en diverses universitats alemanyes (Königsberg, Bonn, Jena i Berlín), però amb poc entusiasme pels estudis.

### Introducció al Darwinisme
Les seves idees van canviar l'estiu de 1862, quan va tornar d'estudiar a Jena, on Ernst Haeckel el va introduir en l'obra de Darwin i les seves teories. Així va ser com Dohrn es va convertir en un fervent defensor de la  teoria de Darwin de l'evolució per selecció natural.
En aquest moment l'embriologia comparada va ser la pedra angular dels estudis morfològics evolutius, basats en la teoria de la recapitulació de Haeckel, segons la qual un organisme durant el seu desenvolupament embrionari passa per les etapes més importants del passat evolutiu de l'espècie. La Morfologia va esdevenir una de les principals formes en què els zoòlegs tractaven d'ampliar i desenvolupar la teoria de Darwin en els últims anys del segle xix. Dohrn decidir convertir-se en un "morfòleg darwinià".
Dohrn va rebre el seu doctorat el 1865 a Breslau, i la seva habilitació el 1868 a Jena. Durant aquest temps, va treballar en diverses ocasions en instal·lacions ubicades al mar: Helgoland al costat de Haeckel el 1865, Hamburg el 1866, Millport, Escòcia, amb David Robertson el 1867 i 1868 i es va traslladar a Messina, Itàlia, durant l'hivern de 1868, juntament amb el seu amic i col·lega rus Nikolai Mikluho-Maclai.

### Desenvolupament de les Estacions Marines
A Messina, Dohrn i Miklukho-Maklai van idear un pla per cobrir el món amb una xarxa d'estacions d'investigació zoològica, anàloga a les estacions de tren, on els científics poguessin aturar-se, recollir material, fer observacions i experiments de conducta, abans de passar a la següent estació. Dohrn es va adonar de com d'útil que seria per als científics poder arribar a un lloc i trobar un laboratori preparat per utilitzar. Dohrn va llogar dues habitacions de la "Estació Zoològica de Messina", però ràpidament es va adonar de les dificultats tècniques amb què comptava per poder estudiar la vida marina sense una estructura permanent i instal·lacions de suport, com ara personal capacitat i una biblioteca.

### Fundació de l'Estació Zoològica
El 1870 Dohrn decidir que Nàpols seria el millor lloc per la seva estació. Aquesta elecció es va basar en la gran riquesa biològica del Golf de Nàpols i també en la possibilitat d'iniciar un institut de recerca d'importància internacional en una ciutat universitària de grans dimensions i amb forta projecció internacional.
Després d'una visita a un aquari acabat d'inaugurar a Berlín, va decidir que cobrar al públic en general per visitar un aquari podia permetre ingressar prou diners al laboratori per pagar un sou a un ajudant. Nàpols, amb una població de 500.000 habitants, era una de les ciutats més grans i més atractives d'Europa i també tenia un considerable flux de turistes (30.000 l'any), que serien potencials visitants de l'aquari.
Dohrn va aclarir els dubtes de les autoritats de la ciutat i els va convèncer perquè li donessin, sense cap cost, un recinte de terra a la vora del mar, a la bonica Vila Comunale a condició que es va comprometre a construir l'Estació Zoològica de la seva pròpia butxaca.
Dohrn va obrir l'estació als científics visitants al setembre de 1873, i al públic en general el gener de 1874.
El 1875 va publicar "L'Origen dels Vertebrats i el Principi del canvi de funció", esbossos genealògics que proposaven tornar a la teoria de l'origen dels vertebrats.

### El Sistema Bench
Per promoure l'estatus internacional de l'Estació i garantir la seva independència econòmica i política i la llibertat d'investigació, Dohrn va introduir una sèrie de mesures innovadores per finançar el projecte. En primer lloc, el lloguer dels seus espais i mitjans de recerca (el sistema "Bench"), per una taxa anual, universitats, governs, institucions científiques, fundacions privades o qualsevol persona física a títol individual podia promoure o fer estudis a l'Estació comptant amb tots els mitjans al seu abast (laboratori, subministrament animal, productes químics, una biblioteca excepcional i personal expert a la seva disposició). Les instal·lacions serien subministrades als seus demandants sense lligams, en el sentit que cada investigador era completament lliure de perseguir els seus propis projectes i idees.
Aquest sistema de treball funcionaria summament bé, fins al punt que, a la mort d'Anton Dohrn el 1909, més de 2.200 científics d'Europa i Estats Units havien treballat a Nàpols, i més de 50 taules per any eren cedides cap a l'exterior. Seria de fet a Nàpols on la col·laboració científica internacional en la seva concepció actual seria impulsada per primera vegada, basant-se en la comunicació ràpida i lliure d'idees, mètodes i resultats.

### Llegat
L'èxit de l'Estació Zoològica, i una nova manera de pensar i finançar les investigacions científiques són les principals herències de Dohrn. El model seria copiat diverses vegades a tot el món; el 1878 la Universitat Johns Hopkins va fundar el Laboratori Zoològic Chesapeake, sota la direcció de WK Rierols. Més tard, el 1888, es fundaria el Laboratori Marítim Biològic de Woods Hole i el 1892 el primer laboratori sobre la costa occidental, l'Estació Hopkins Marítima, obert a Califòrnia. El 1913, sota la influència del model de Dorhn, s'establiria l'Estació d'Antropoides de Tenerife, a les Illes Canàries. A la Gran Bretanya, sorgirien diverses iniciatives com l'Estació Dunstaffnage Marítima (avui SAM, 1884), el Laboratori Gatty Marítim (la Universitat de s. Andrés, 1884), l'Associació Marítima Biològica del Regne Unit (Plymouth, 1888) o l'Estació Marítima de Bangor (Queen's University Belfast, 1903), entre d'altres.
El nom de Dohrn és utilitzat avui per designar l'Anton Dohrn Seamount, una muntanya marina situada al nord-oest de les Illes Britàniques. Es coneix una gran diversitat biològica sobre el corall fred d'aigua, Lophelia pertusa, situat en aquesta regió.

### Obra
Dohrn va encunyar el terme Funktionswechsel per referir-se a com l'evolució utilitza els mateixos materials per a construir òrgans adaptats a funcions diferents.